# Sers, Vayots Dzor
Sers là một đô thị thuộc tỉnh Vayots Dzor, Armenia. Dân số ước tính năm 2011 là 215 người.